# تجمع بن محورس (المهرة)

تعديل مصدري - تعديل

تجمع بن محورس هو "تجمع بدوي" في عزلة جاذب بمديرية حوف التابعة لمحافظة المهرة، بلغ تعداد سكانها 9 نسمة حسب تعداد اليمن لعام 2004.